# Василије Синадин
Василије Синадин (грчки: Βασίλειος Συναδηνός; умро после 1040.) је био стратег Драчке теме по избијању устанка Петра Дељана.

## Биографија
Није позната година Синадиновог доласка на власт. Први познати драчки стратег пре Синадина био је Евстатије Дафномил. Једини историјски извор који помиње Синадина јесте хроника Јована Скилице. По избијању устанка Петра Дељана (1040) Василије Синадин је са војском кренуо устаницима у сусрет. Када је стигао до места Дебра сукобио се са ипостратегом Михаилом Дермокаитом. Дермокаит га је тужио цару да тежи за самовладом. Синадин је смењен са дужности, а на његово место је постављен Дермокаит. На вест о Дермокаитовом напредовању, становништво Драча подигло је устанак на чије чело стаје Тихомир.